# 維托夫卡區

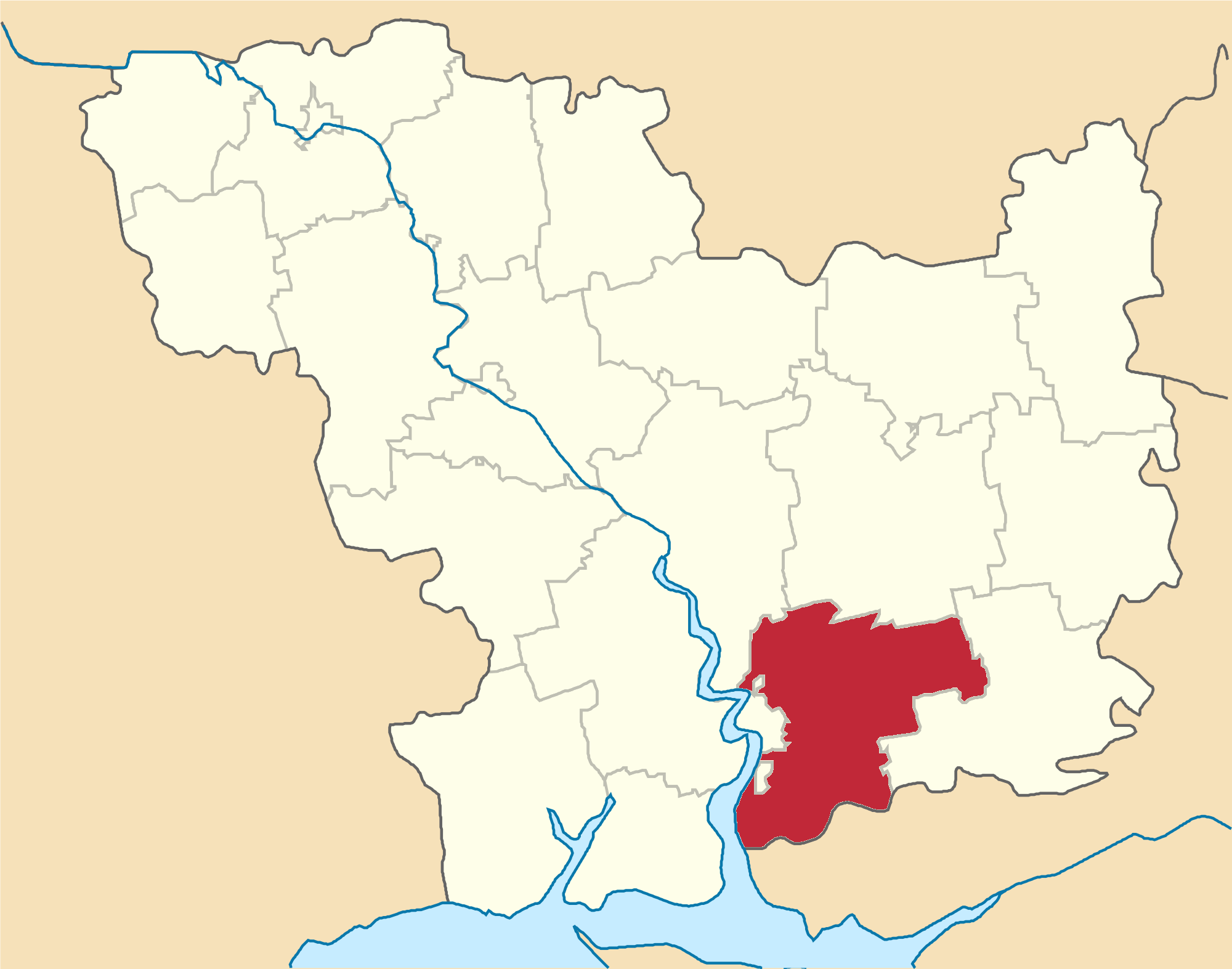

維托夫卡區（烏克蘭語：Вітовський район）是位於烏克蘭南部尼古拉耶夫州的舊區，首府設於尼古拉耶夫，並於2020年被撤銷。該區面積1,460平方公里，2013年人口51,105，人口密度每平方公里35人。